# Józef Kuczewski
Józef Kuczewski herbu Poraj – sędzia ziemski i wójt Wiłkomierza, strażnik wiłkomierski w 1788 roku, horodniczy wiłkomierski w 1790 roku, koniuszy mścisławski, poseł z powiatu wiłkomierskiego na sejm grodzieński (1793), członek konfederacji grodzieńskiej 1793 roku.
Sędzia sądu sejmowego sejmu grodzieńskiego 1793 roku ze stanu rycerskiego.